# لوكاس فاودنبيرخ
لوكاس فاودنبيرخ (بالهولندية: Lucas Woudenberg)‏ هو لاعب كرة قدم هولندي في مركز الدفاع، ولد في 25 أبريل 1994 في فوردن في هولندا. شارك مع منتخب هولندا تحت 19 سنة لكرة القدم ومنتخب هولندا تحت 21 سنة لكرة القدم. أما مع النوادي، فقد لعب مع إن إي سي نيميخن وفاينورد ونادي إكسلسيور.

## وصلات خارجية
- لوكاس فاودنبيرخ على موقع قاعدة بيانات كرة القدم.إي يو (الإنجليزية)
- لوكاس فاودنبيرخ على موقع Soccerway.com (الإنجليزية)
- لوكاس فاودنبيرخ على موقع عالم كرة القدم.نت (الإنجليزية)
- لوكاس فاودنبيرخ على موقع AS.com (الإسبانية)